# Luz Guilarte

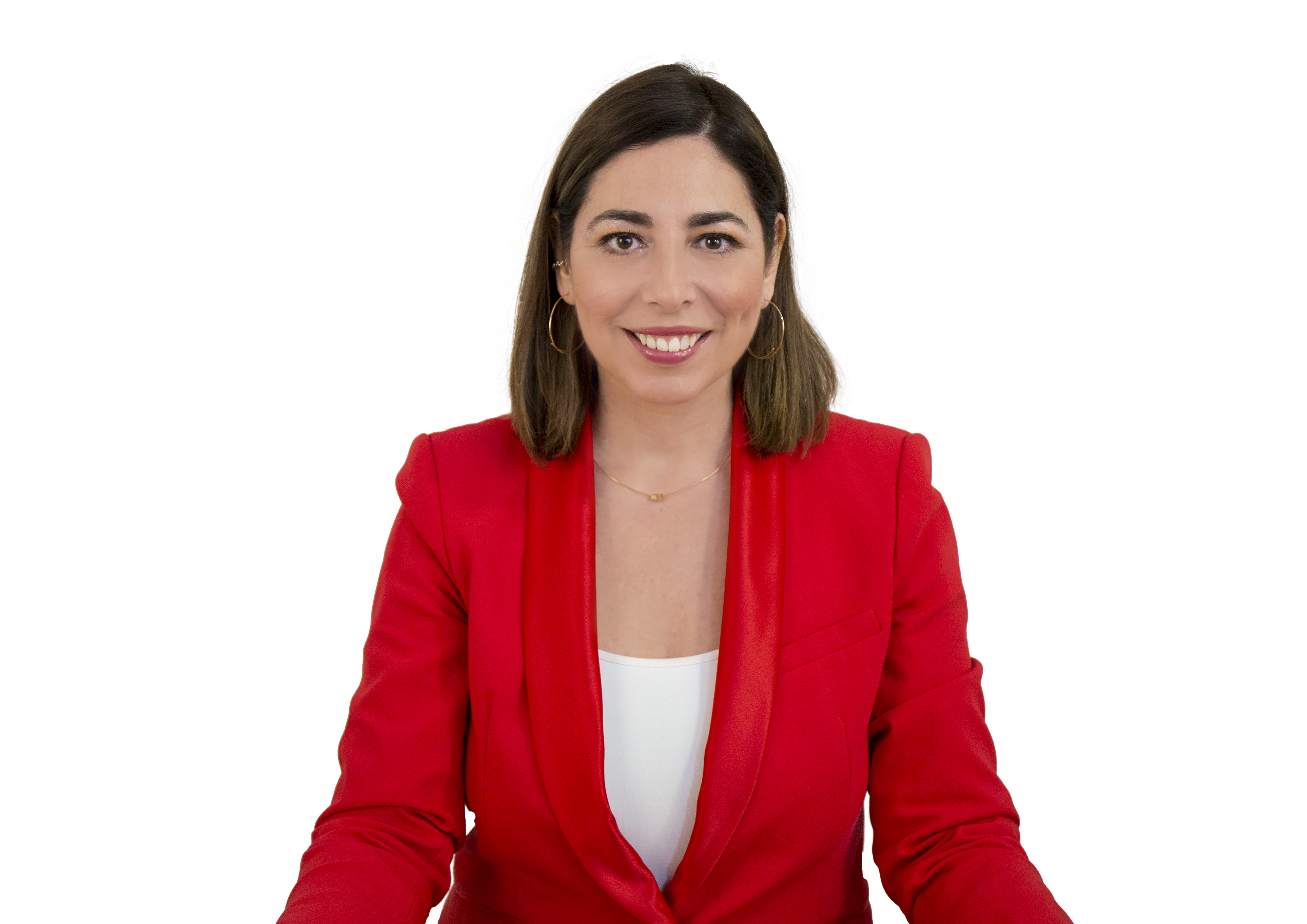
Luz Guilarte

María Luz Guilarte Sánchez (Barcelona, 11 de agosto de 1971), expolítica española. Es politóloga y socióloga. En el año 2017 se convierte en diputada por la provincia de Barcelona en el Parlamento de Cataluña tras la victoria electoral de Ciutadans el 21 de diciembre de ese año, siendo nombrada portavoz de la formación liberal en la comisión de Empresa y Conocimiento. En mayo de 2019, renunció a su acta como diputada para centrarse en su actividad municipal como concejal y Presidenta del Grupo Municipal de Cs en el Ayuntamiento de Barcelona. Guilarte abandonó la política en octubre de 2022 para retomar su carrera profesional en el ámbito privado.

## Biografía

### Formación
Luz Guilarte es licenciada en Ciencias Políticas y Sociología. Durante su etapa universitaria en Bruselas colaboró con la delegación de la Generalidad de Cataluña ante la Unión Europea.
Es titulada en Protocolo de Estado por la Escuela Diplomática de España y en Relaciones Internacionales por la Universität Konstanz (Alemania) y por la Université catholique de Louvain (Bélgica), en Desarrollo directivo (PMD) por ESADE e INSEAD y ha cursado estudios en finanzas en la Hessiche Verwaltungs un Wirtschaftsakademie (Frankfurt). Guilarte domina cinco idiomas y ha desarrollado su carrera profesional en diferentes países y compañías multinacionales en el ámbito de las finanzas, las relaciones internacionales y el desarrollo directivo en prestigiosas escuelas de negocios.

### Trayectoria política
Militante de Cs desde los inicios de la formación liberal, en 2017 decide dar el salto a la primera línea política integrándose en la candidatura autonómica de Ciutadans en Cataluña. Tras la victoria electoral de ese año, Guilarte se convierte en Diputada en el Parlamento de Cataluña.
Durante la XII legislatura del Parlamento de Cataluña, ejerció de portavoz del grupo parlamentario de Ciutadans en la comisión de Empresa y Conocimiento. En marzo de 2019, se anuncia su candidatura como número 2 de la coalición electoral formada por Ciutadans y Barcelona pel Canvi de cara a las elecciones municipales en Barcelona.
Tras las elecciones municipales de mayo de 2019, la coalición obtiene 6 representantes en el Ayuntamiento de Barcelona, consiguiendo, de este modo, Luz Guilarte el acta de concejal. Tras el apoyo del número 1 de la coalición, el ex primer ministro francés Manuel Valls (Barcelona) pel Canvi) a la investidura de Ada Colau, Ciutadans decide disolver la coalición designándose a Luz Guilarte como Presidenta del Grupo Municipal de Cs en el Ayuntamiento de Barcelona. 
En julio de 2019 es nombrada miembro de la Ejecutiva Nacional de Ciudadanos.
En octubre de 2022 Guilarte decide abandonar la política, renunciando tanto a sus cargos públicos como orgánicos en Cs, para retomar su carrera profesional en el ámbito privado.

## Cargos políticos e institucionales
- 2017- 2019 Diputada en el Parlamento de Cataluña[1]
- 2017 - 2019 Portavoz de Cs en la Comisión de Empresa y Conocimiento en el Parlamento de Cataluña.
- 2019 - Concejal del Ayuntamiento de Barcelona.[2]
- 2019 - Presidenta del Grupo Municipal de Ciutadans en el Ayuntamiento de Barcelona[3]
- 2019 – Consejera del Área Metropolitana de Barcelona (AMB)
- 2019 – Consellera de Fira Barcelona
- 2019 - Miembro de la Ejecutiva Nacional de Ciudadanos[4]